# Kopparbergs tingshus
Kopparbergs tingshus är en byggnadsminnesförklarad byggnad i Kopparberg i Ljusnarsbergs kommun.
Tingshuset är beläget vid Gruvstugetorget i Kopparberg och har sitt ursprung i en 1642 uppförd gruvstuga, som också fungerade som första tingshus för det 1840 inrättade Ljusnarsbergs härad, 1855 namnändrat till Nya Kopparbergs bergslag. Tingshuset genomgick 1757–1758 antingen en omfattande renovering, eller revs helt eller till övervägande del och nybyggdes. Huset hade efter detta byggnadsarbete samma T-formade planform som dagens byggnad.
På 1890-talet genomgick byggnaden en ny omfattande ombyggnad med Fritz Eckert som arkitekt, vilken slutfördes 1893. Ombyggnaden gav byggnaden ett fornnordiskt formspråk.
Tingshuset är en timmerbyggnad på stensockel, med fasad av falurödfärgad fjällpanel av trä. Vindsvåningen är utkragad och vilar på svarvade spiralvridna träkolonnetter på plintar. Taket är klätt med svartmålad fjällpanel. Huset har ett delvis plåttäckt torn med en urtavla i vart och ett av väderstrecken. 
Huvudentrén ligger mot Gruvstugutorget. Den rektangulära tingssalen, som nu används som samlingssal, har sin entré från foajén genom en bred pardörr. På salens väggar har målats deviser med uppbyggliga budskap. Huset ombyggdes för att tjäna som tingshus, men förhandlingarna flyttades redan 1899 till Lindesberg, i och med att rätten inordnades i Lindes domsagas tingslag. Byggnaden användes därefter av Ljusnarsbergs kommun.
I tingshuset finns bevarade möbler från 1800-talet.